# 26 Proserpina
Proserpina (asteroide 26) é um asteroide da cintura principal com um diâmetro de 94,8 quilómetros, a 2,4254946 UA. Possui uma excentricidade de 0,08690183 e um período orbital de 1 581,29 dias (4,33 anos).
Tem uma velocidade orbital média de 18,27474504 km/s e uma inclinação de 3,56218245º.
Este asteroide foi descoberto em 5 de maio de 1853 por Robert Luther.
Foi batizado em honra de Proserpina, uma deusa romana, esposa de Hades.